# Askims kommun, Norge
Askims kommun (norska: Askim kommune) var en kommun i dåvarande Østfold fylke i sydöstra Norge, vars centralort var staden Askim. 
Kommunen upphörde den 1 januari 2020, då den slogs ihop med fyra andra kommuner till Indre Østfolds kommun.

## Politik
Valresultatet för kommunvalet 2007 var enligt följande:
| Parti                          | % röster | % ändring | Platser | Ändring |
| ------------------------------ | -------- | --------- | ------- | ------- |
| Arbeiderpartiet (Ap)           | 34,6     | +11,9     | 12      | +4      |
| Høyre (H)                      | 19,4     | -1,8      | 7       | -2      |
| Fremskrittspartiet (FrP)       | 19,4     | +0,4      | 7       | +1      |
| Kristelig Folkeparti (KrF)     | 6,5      | +0,3      | 2       | 0       |
| Askimpartiet (ASP)             | 5,9      | -1,2      | 2       | 0       |
| Venstre (V)                    | 5,4      | +1,2      | 2       | +1      |
| Senterpartiet (Sp)             | 4,7      | -3,7      | 2       | -1      |
| Sosialistisk venstreparti (SV) | 4,1      | -2,9      | 1       | -2      |
| Andra                          | 0        | -2,9      | 0       | -1      |
| Valdeltagande                  | 55,0     | +2.2      | 35      | 35      |

## Vänorter
Följande är vänorter med Askim:
- - Huddinge, Stockholms län, Sverige
- - Lyngby-Tårbæk, Region Hovedstaden, Danmark
- - Nuuk, Grönland
- - Rapla, Raplamaa, Estland
- - Seyðisfjörður, Seyðisfjarðarkaupstaður, Island
- - Vanda, Nyland, Finland